# Mihail Sadoveanu
Mihail Sadoveanu   (Pașcani, 5 de novembre de 1880 - Bucarest, 19 d'octubre de 1961) va ser un escriptor, narrador, novel·lista, acadèmic i polític romanès. És un dels escriptors romanesos més importants i prolífics de la primera meitat de segle xx, amb una carrera de més de cinquanta anys.

## Trajectòria
És més conegut per les seves novel·les històriques i d'aventures, tot i que l'autor ha creat pagini nemuritoare sobre el món pagès a Moldàvia, sobre la naturalesa de Romania i també ha escrit informes i pagini memorialistice. Sadoveanu va ser un dels primers contribuents de la revista tradicionalista Sămănătorul, abans d'esdevenir un escriptor realista i expert del corrent popularista representada per la revista literària Viaţa Românească. La seva obra es pot agrupar en diverses fases que corresponen a les direccions / corrents literaris dominants en una era determinada: una primera etapa de sembra (semnatorisme), el començament dels primers intents, novel·les i històries, una segona etapa mític-simbòlica i del període d'entreguerres reflectit en novel·les com "Creanga d'aur" o "Divanul persian".
En aquesta segona etapa, l'acció de les seves obres té lloc (generalment) a la regió històrica de Moldàvia, amb temes presos de la història medieval i moderna de Romania, en novel·les com Neamul Şoimăreştilor, Fraţii Jderi i Zodia Cancerului. A través d'obres com "Venea o Moara pe Siret"..., Baltagul i altres obres, Sadoveanu cobreix un període de més temps, arribant fins a la història contemporània, en la qual també s'acosta a altres estils, com la novel·la psicològica i el naturalisme. L'última etapa correspon al realisme socialista, d'acord amb el període socialista-comunista a què Sadoveanu s'adherirà ideològicament.
Com a polític, va ser partidari del nacionalisme i el humanisme, Sadoveanu oscil·lava entre les forces polítiques de dreta i esquerra en el període d'entreguerres. Va ser part del Partidul Poporului, Partidul Naţional Liberal-Brătianu, i Partidul Agrar de Constantin Argetoianu, ocupant el càrrec de President delSenat. Va ser col·laborador del diari esquerrà Adevărul i Dimineaţa, i va ser l'objectiu d'una campanya de premsa provinent de partits de extrema dreta.
Encara que va ser partidari de la monarquia durant el règim autoritari de Carol II, va canviar la seva orientació política després de la Segona Guerra Mundial, sent part del Partit Comunista Romanès. Durant aquest període és nomenat president de l'Assemblea de Diputats i és un dels cinc membres de Govern provisional de la República Popular de Romania, que va assumir el lideratge de l'estat després de l'abdicació del rei. Va escriure a favor de la Unió Soviètica i el estalinisme. Moltes de les seves obres i discursos, inclosa la novel·la política Mitrea Cocor, però també el famós eslògan "La llum prové de l'est", també es consideren propaganda a favor de la comunicació.
Va ser president de la Unió d'Escriptors Romanesos i, a partir de 1921, va ser també membre de l'Acadèmia Romanesa. Va rebre el Premi Lenin de la Pau el 1961. El 1928 es va convertir en Gran Mestre de la Gran Lògia Nacional de Romania. Era cunyat de la crítica literària Izabela Sadoveanu-Evan. Els seus fills, Profira i Paul-Mihu Sadoveanu, van seguir les passes del seu pare i es van convertir en escriptors.

## Biografia

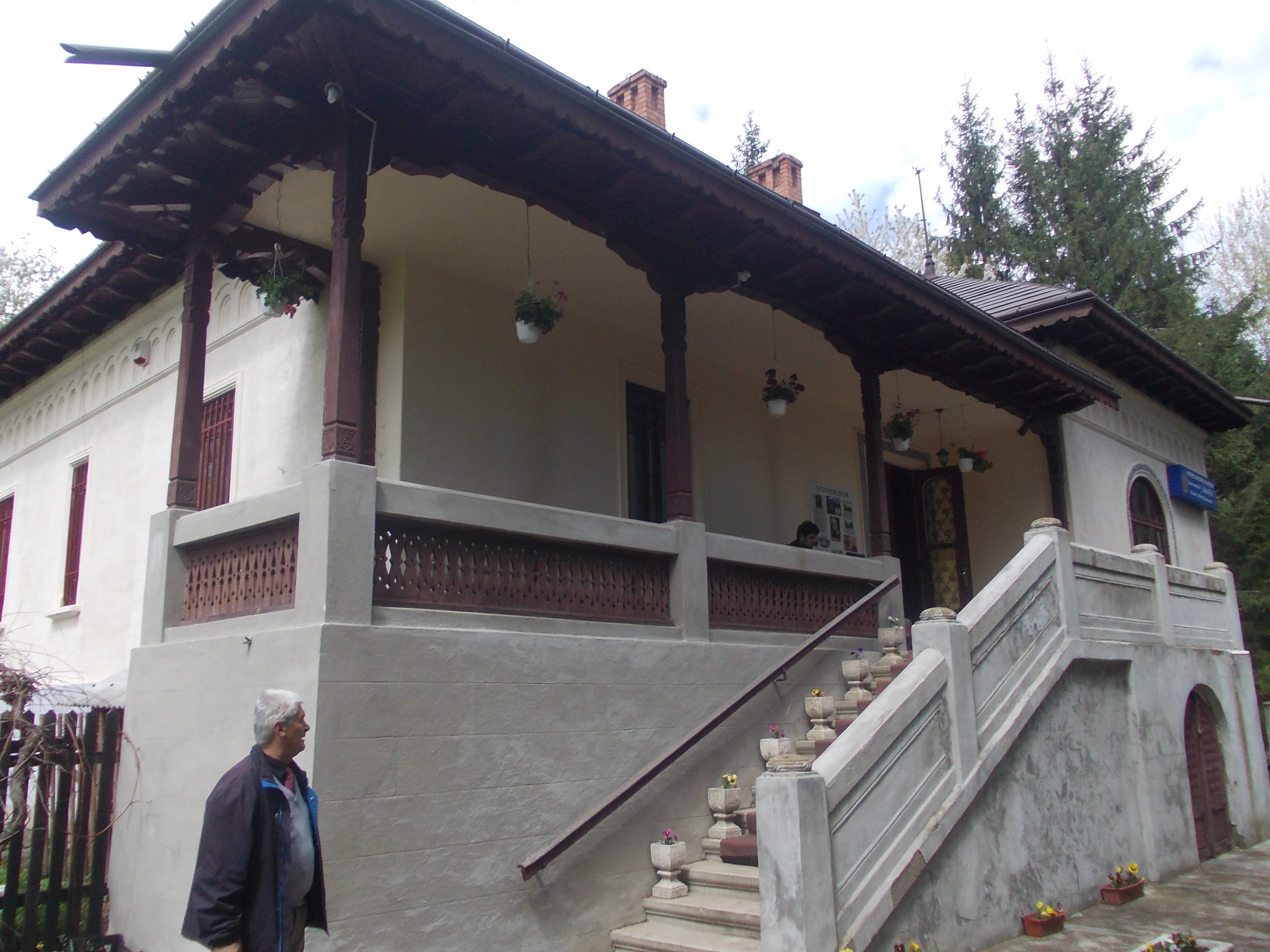
Casa Memorială Mihail Sadoveanu din Vânători Neamţ

Mihail Sadoveanu va néixer a Pașcani, a l'est de Moldàvia. Els pares de Mihail Sadoveanu eren, l'advocat Alexandru Sadoveanu (mort en 1921) d'Oltènia, i Profira Ursache (morta al 1895), com també els răzeşi analfabeţi de la ciutat de Verşeni. Els pares de l'escriptor i el seu germà Dimitrie (mort en escarlatina al 1888) van ser reconeguts en 1891. La família va tenir el seu origen en Sadova, segons el nom triat (lletra "de Sadova"), adoptada per ella només en 1891. El pare d'Alexandru va tenir un matrimoni infeliç, i l'aïllament de la vida pública va tenir un impacte negatiu en tota la família. L'historiador literari Tudor Vianu va considerar que aquest contrast entre les identitats regionals i socials tenia el seu paper en la formació de l'autor, aplanant el camí per a una "universalitat romanesa", assenyalant al mateix temps que Sadoveanu estava aferrat a les seves arrels moldaves. Mihail també tenia un germà, anomenat Alexandru, l'esposa del qual era la crítica literària Izabela Morţun (més tard coneguda com a Sadoveanu-Evan, la cosina de l'activista socialista Vasile Morţun). L'altre germà, Vasile Sadoveanu, era enginyer agrònom.
A partir de 1887, Sadoveanu assisteix a l'escola primària a Pascani. El seu mestre favorit, el Sr. Busuioc, va ser qui el va inspirar a escriure la col·lecció d'històries Domnu Trandafir. Durant el seu temps lliure, el jove Sadoveanu solia explorar la regió nativa caminant, caçant, pescant o simplement contemplant la natura. Va passar les seves vacances d'estiu a Verşeni, amb els familiars de la seva mare. Durant els seus viatges, Sadoveanu va visitar als camperols, i la forma en què es van comportar en presència de les autoritats va determinar, segons els crítics, la seva perspectiva sobre la societat. El següent destí va ser el gimnàs "Alecu Alecsandru Donici" a Fălticeni i l'Escola Secundària Nacional a Iaşi. En Fălticeni, va ser col·lega dels futurs escriptors Eugen Lovinescu i Ion Dragoslav. A causa de les expedicions a turons de Şomuzului ja Res Florilor, repetirà l'any. Després de la mort de la seva mare, va acabar els seus anys de secundària al capdavant de la promoció.

### Els primers intents literaris, el matrimoni i la família
Al 1896, als 16 anys, Sadoveanu va intentar compondre, juntament amb un col·lega, una monografia sobre el governant Esteve el Gran, però, renúncia per falta de fonts històriques. Va fer el seu debut a la revista bucureşteană Dracu el 1897, amb l'esbós Domnişoara M de Fălticeni, que va signar amb el pseudònim Mihai Pascani. Al 1898 comença a col·laborar amb el full Viaţa Nouă de Ovid Densusianu, juntament amb Gala Galaction, ND Cocéa, Tudor Arghezi et al., Signant amb el seu nom, però també amb el pseudònim MS Cobuz, amb un altre esbossos i un poema. No obstant això, Sadoveanu no estava d'acord amb l'agenda de Densusianu, criticant el moviment simbolista romanès a què es va adherir la revista. Comença a escriure per a revistes no simbolistes com OPINIÓ şi Pagini literare. Paral·lelament, va fundar i va imprimir per un curt temps una revista coneguda com Aurora o Lumea.
Sadoveanu es va a Bucarest el 1900, amb la intenció d'estudiar dret a la Universitat de Bucarest, però aviat es va rendir per dedicar-se a la literatura. Va començar a assistir a la societat bohèmia de la Capital,, decidint en aquest moment abandonar la poesia i escriure només prosa realista. El 1901, es va casar amb Ecaterina Balú, amb qui es va establir a Fălticeni, on comença a treballar en les primeres novel·les i decideix viure de la carrera d'escriptor. El 1902 apareix el primer manuscrit de la novel·la a l'romanului Fraţii Potcoava, alguns fragments es publiquen a les pàgines MS Cobuz pseudònim escollit. Al juny de 1903, Sadoveanu es va unir a l'exèrcit prop de Târgu Ocna, un període que el va inspirar a escriure "Amintirile căprarului Gheorghita". Aquest primer període de la seva vida seria evocat per l'escriptor en la seva obra ANII de ucenicie (1944).
Després de l'exèrcit, es va establir a Fălticeni, on va fundar una gran família. Inicialment, la família Sadoveanu vivia en una casa propietat del famós narrador Ion Creangă, i després es va mudar a una nova casa, situada prop de Grădinii Liniştii. L'escriptor va tenir onze fills, dels quals tres eren nenes: Despina, Teodora i Profira Sadoveanu, l'última de les quals es va convertir en poeta i novel·lista. Dels seus fills, Dimitrie Sadoveanu es va convertir en pintor, mentre Paul-Mihu, el més jove d'ells (n. 1920), va escriure la novel·la Ca Floarea câmpului... publicada pòstumament, després de la seva mort prematura al front d'Oest, en 1944.

### Sămănătorul,Vida Romanesai debut literari

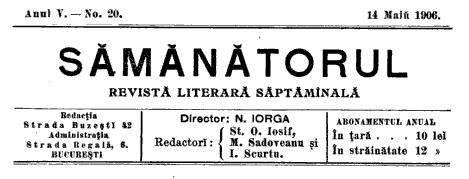
El sembrador, no. 20 maig 1906. Nicolae Iorga és nomenat director, mentre que Sadoveanu, Ştefan Octavian Iosif i Ion Scurtu són els altres editors.

Per invitació del poeta Ştefan Octavian Iosif, el 1903, Sadoveanu contribueix amb obres per a la revista tradicionalista Sămănătorul, dirigida en aquest moment per l'historiador i crític Nicolae Iorga. També va col·laborar amb el diari Voinţa Naţională, publicat per Partit Liberal Nacional i dirigit pel polític Vintilă Brătianu. A principis de desembre del mateix any, en aquest diari es publicarà Şoimii, la seva primera novel·la, una versió desenvolupada de la història del germà Potcoava, amb una introducció de l'historiador Vasile Pârvan. El 1904 torna a Bucarest, per ocupar el lloc de copista a la "Casa de l'Escola", que estava sota la subordinació del Ministeri d'Educació, tornant dos anys després a Fălticeni. Després de 1906, es va unir al grup d'escriptors formats al voltant de la revista Viaţa românească, de la qual també era membre la seva cunyada Izabela.
Les revistes Sămănătorul i la Vida romanesa van tenir una gran influència en la literatura romanesa. Van advocar per un enfocament tradicional i rural de l'art, encara que més tard van adoptar una política d'esquerra, coneguda com Poporanism. El líder d'aquesta ideologia, l'home de cultura Garabet Ibrăileanu, editor fins a 1933 de la Vieţii Româneşti, es converteix en admirador i amic proper de Sadoveanu, convidant-lo a un viatge pel riu Rasca. Durant aquest període, una jove escriptora, Constanta Marí-Moscou, el va acusar de plagiar les seves obres a Mariana Vidraşcu, una novel·la de la sèrie que no es va completar i que es va oblidar.
1904 va ser l'any en què Sadoveanu debutar, publicant quatre volums: Şoimii, Povestiri, Dureri înăbuşite şi Crâşma lui Mos Petcu, volums en els quals Sadoveanu aborda Especialment temes històrics. Això va marcar el començament d'una prolífica carrera en literatura, que duraria més de mig segle i una llarga col·laboració amb l'editorial Minerva. El debut va ser preparat d'hora, basat en els exercicis literaris de l'última dècada. Nicolae Iorga cridarà a l'any 1904 "l'any Sadoveanu", mentre que el crític Titu Maiorescu, líder del moviment conservador Junimea, va fer una crítica positiva del volum de Povestiri, proposant-en els premis de l'Acadèmia Romanesa de 1906.
En un assaig de 1908, Maiorescu va esmentar a Sadoveanu, juntament amb altres escriptors, en una llista amb els escriptors més importants de Romania. Segons Vianu, Maiorescu va veure en Sadoveanu i en els altres escriptors joves el triomf de la seva teoria basada en una forma de realisme "popular", una teoria que va aparèixer en els seus assajos des de 1882. Sadoveanu li va recordar a Iorga, Maiorescu, i en particular a Constantin Banu ia el poeta sembrador George Coşbuc, els que el van ajudar a captar l'interès dels seus col·legues escriptors i de públic. Fins llavors, l'escriptor havia estat exposat a l'adversitat per part dels oponents Sănăulul ui, principalment del crític Henric Sanielevici. En els seus revisions de la Curentul Nou, es considerava que els volums de Sadoveanu promovien actes immorals com l'adulteri i la violació, mentre que el crític va expressar la seva opinió que el programa de didàctica moral Iorga era un hipòcrita. Com recordaria més tard, el mateix Sadoveanu es va veure pertorbat per algunes avaluacions crítiques pel que fa al seu treball, assenyalant que el Sămănătorist un cop ho va considerar igual a Vasile Pop (un dels protegits de Iorga, considerat sobrevalorat per Sadoveanu).
Al mateix any, Sadoveanu es converteix en un dels editors de Sămănătorului, juntament amb Iorga i Joseph. La revista tenia com a objectiu establir una "cultura nacional", un moviment per l'emancipació de les influències estrangeres. No obstant això, segons George Callinescu, aquesta ambició es va manifestar només per una "gran influència cultural", la revista encara segueix sent eclèctica, en la qual van col·laborar tant els tradicionalistes rurals de la "tendència nacional" com els partidaris de les tendències cosmopolites com el simbolisme. Călinescu i Vianu van acordar que el Sămănătorul va ser, en gran part, el promotor de les regles més antigues, originalment elaborat per Junimea. Vianu també afegeix que la contribució de Sadoveanu al cercle literari va ser el principal element artístic en la seva història, felicitant a Joseph per la seva predicció que, durant un període de "crisi" literària, Sadoveanu va ser la persona que va generar la innovació.
L'escriptor va continuar publicant a un ritme impressionant, amb quatre volums més llançats per a la seva publicació en 1906. Paral·lelament, Sadoveanu continua treballant com a funcionari de l'Estat. El 1905, va ser nomenat per al Ministeri d'Educació, dirigit en aquest moment pel curador Mihail Vladescu. El seu supervisor era el poeta D. Nanu ; George Valsan i Nicolae N. Beldiceanu tenien col·legues. Nanu va escriure en aquell moment: "És un edifici ple de gent de lletres. No funciona aquí. La gent fuma, beu el seu cafè, crea somnis, poemes i prosa... ] ". El seu treball administratiu va ser interromput per una segona incorporació en 1906, en les Forces Terrestres, sent ascendit a la franja de segon tinent. Com ja tenia sobrepès, la marxa des Probota, al centre de Moldàvia, fins Bucovina, li va causar un gran patiment.

### La dècada de 1910 i la Primera Guerra Mundial
Sadoveanu va tornar a Fălticeni i el seu lloc de treball, l'escriptori, el 1907, l'any del Partit Camperol. El ministre d'Educació, Spiru Haret, l'havia nomenat inspector dels cercles culturals dels llogarets i les biblioteques populars. Inspirat pel sagnant resultat de l'aixecament, així com pels intents de Haret d'educar el camperol, Sadoveanu atreu repetidament l'atenció de la policia després de publicar guies d'autoajuda dirigides als residents treballadors, una mena d'activisme social que finalment va conduir a un breu consulta.
Mihail Sadoveanu es converteix en escriptor professional entre 1908-1909, després d'unir-se a la Societat d'Escriptors de Romania, convertint-se en el seu president el 2 de setembre de 1909. Al mateix any, ell, Joseph i Anghel, juntament amb Emil Garleanu, bases de revistes mensuals publicació Cumpana, la lluita contra l'eclecticisme d'Ovidi Densusianu i l'escola Junimea El 1910, però, la revista deixen de funcionar. També es converteix en una presència constant en la reunió d'intel·lectuals al Kübler Cafe.
En 1910 va ser nomenat director del Teatre Nacional a Iaşi, càrrec que ocupa fins a 1919. Aquest any publica els volums Històries de sal (a l'Editorial Minerva), Genoveva de Brabant, el fullet Com desfer-se de les necessitats i com obtenir terres, etc. Col·labora amb la revista Sămănătorul, però se sentirà més a prop de la revista que va aparèixer a Iaşi, Viaţa românească. També en 1910 va traduir del francès un dels estudis d'Hippolyte Taine sobre la gènesi de les obres d'art. Va renunciar al càrrec de president de la Societat d'Escriptors de Romania al novembre de 1911, sent reemplaçat per Emil Gârleanu, però continua servint com a membre de comitè de gestió i censura. Va ser una presència destacada del diari Minerva, juntament amb Anghel i el crític literari Dumitru Karnabatt, i també publicat a la publicació tradicionalista Luceafărul.
Sadoveanu és novament cridat sota les armes durant la Segona Guerra dels Balcans de 1913, en què Romania es va enfrontar a Bulgària. Aconseguint el rang de tinent, s'atura per un període en Fălticeni amb el Quinzè Regiment d'Infanteria, després de la qual cosa lluita breument al front. Després torna a la vida d'scriptor, es fa amic del poeta i humorista George Topîrceanu, i s'envolta a si mateix d'altres escriptors en gires culturals entre 1914 i 1915. El 1915 va publicar diversos escrits. El més important és la novel·la històrica Neamul Şoimăreştilor.
Entre 1916 i 1917, una vegada que Romania va entrar a la Primera Guerra Mundial i la seva invasió per les Potències Centrals, Sadoveanu es va establir a Moldàvia, l'únic territori romanès que va quedar desocupat. L'escriptor oscil·la entre la germanofilia dels amics de la Vida romanesa, que considerava la guerra com una causa de pobresa i sofriment, i Antanta, amb qui Romania s'havia compromès. Durant aquest període és reelegit president de la Societat d'Escriptors, amb un mandat provisional que finalitza el 1918, quan Romania signa la pau amb els Poders Centrals, i, com a militar de reserva, es converteix en l'editor del fullet de propaganda regional, Romania. Em vaig unir entramat Arghezi i Topîrceanu (que acaba de ser alliberat d'un camp de concentració a Bulgària), fundador al costat de Iasi revista Notes literàries. Al desembre, però, la revista va anunciar el seu cessament. "Nosaltres, els de les notes literàries, tornem al seu corrent amb els nostres mitjans modestos". Sadoveanu s'instal·la al districte Copou de Iaşi, comprant, renovant i redecorant la vila coneguda com la Casa de la Torre.. Aquesta havia estat la residència de Michael Kogălniceanu al segle xix, i durant la guerra va ser l'amfitrió del compositor George Enescu. Durant aquest període, col·labora amb l'intel·lectual d'esquerra Vasile Morţun i, juntament amb ell i Arthur Gorovei, va fundar i va editar la revista Răvaşul Poporului.